# Maurici Mus
Maurici Mus Amézquita (Manacor, Baleares, 1961) es un botánico español y profesor titular de Botánica en el Departamento de Biología Ambiental de la Universidad de las Islas Baleares, y también director del Centro de Estudios de Postgrado.

## Algunas publicaciones
- 2007.  Los puntos calientes de endemicidad. Mètode: anuario: 202-207
- maurici Mus Amézquita, Isabel Ferrer, raquel Rodríguez, guillem Alomar, antoni Reynés. 2000.  Alguns Pteridòfits interessants dels camps marjats de la serra de Tramuntana (Mallorca). Bolletí de la Societat d'Història Natural de les Balears, ISSN 0212-260X, N.º 43, pp. 99-104
- pere Fraga, max Debussche, m. Grandjanny, Néstor Torres, g. Debussche, maurici Mus Amézquita. 1997. Ecologie d'une espèce endémique en milieu insulaire: Cyclamen balearicum Wilk. aux Îles Baléares = Ecology of an endemic insular species: Cyclamen balearicum Wilk. in the Balaeric Islands. Anales del Jardín Botánico de Madrid, ISSN 0211-1322, Vol. 55, N.º 1, pp. 31-48 leer
- josep antoni Roselló Picornell, maurici Mus Amézquita, jaume x. Soler Marí. 1993. Limonium ejulabilis, a new endangered endemic species from Majorca (Balearic Islands, Spain). Limonium ejulabilis, un nuevo endemismo amenazado de Mallorca (Islas Baleares, España). Anales del Jardín Botánico de Madrid, ISSN 0211-1322, Vol. 51, N.º 2, pp. 199-204 leer
- josep antoni Roselló Picornell, maurici Mus Amézquita, maría Mayol. 1991. Una combinación nueva en "Brimeura (Hyacinthaceae"): "B.Duvigneaudii" (L.Llorens) "Stat. Nov.". Anales del Jardín Botánico de Madrid, ISSN 0211-1322, Vol. 49, N.º 2, pp. 293-294 leer
- maurici Mus Amézquita, lluís a. Fiol Mora. 1989. Fragmenta chorologica occidentalia, Lichenes. Anales del Jardín Botánico de Madrid, ISSN 0211-1322, Vol. 47, N.º 2, pp. 472-473 leer
- maría Mayol, josep antoni Roselló Picornell, maurici Mus Amézquita, ramón Morales. 1989. "Thymus herba-barona" Loisel., novedad para España, en Mallorca. Anales del Jardín Botánico de Madrid, ISSN 0211-1322, Vol. 47, N.º 2, pp. 516 leer

### Libros
- rosa Mejías, m. Mus. 1997. Ruta dels Parcs i espais naturals de Mallorca . Ed. El Día del Mundo. 64 pp.
- La abreviatura «Mus» se emplea para indicar a Maurici Mus como autoridad en la descripción y clasificación científica de los vegetales.[1]